# Razvojna psihologija
Razvojna psihologija je psihološka znanstvena disciplina, ki se osredotoča na raziskovanje psiholoških funkcij in njihovih sprememb v kontekstu ontogeneze posameznika (otroštvo, mladostništvo, odraslost, zrelost in staranje), pri čemer so posamezne raziskave in teorije lahko posvečene tudi le posameznim funkcijam (intelektualnim, kognitivnim, nevrološkim, socialnim ali moralnim) in njihovim spremembam v toku razvoja ali le posameznim obdobjem življenjskega cikla. Razvojne psihologije ne smemo zamenjevati z evolucijsko psihologijo, ki jo zanima razvoj psiholoških funkcij v kontekstu filogeneze človeka.
Raziskovalci - razvojni psihologi, ki proučujejo otroško dobo, so razvili primerne raziskovalne metode in eksperimentalne naloge posebej za populacijo otrok. Čeprav spominjajo na otroške igre, pa hkrati služijo tudi za testiranje različnih bolj ali manj dobro formuliranih hipotez (glej Sally-Anne test za primer testa, ki ga socialno kognitivni razvojni psiho(pato)logi uporabljajo za spremljanje razvoja socialno kognitivnih funkcij).
Ko otroka pustimo, da se ukvarja sam s sabo, se nahaja v stanju budne nedejavnosti, ki mu omogoča zaznavanje svojih občutkov ali impulzov in njihovo mentalno predelavo. Ti občutki postanejo njegovo osebno doživetje, kjer razvija občutek sebstva, ki se skozi ponavljajoče doživljanje in impulze okrepi in postaja kompleksnejši. Otrok odkriva vedno bolj različna doživetja samega sebe, tako si pridobi občutek svojega notranjega duševni prostor. S tem si pridobi sposobnost notranje reprezentacije sebstva in za objektivizrano reprezentacija sebstva. Sebstvo predstavlja zgodnjo obliko razvoja identiteta med materjo in otrokom, kjer je identiteta sorodna strukturi z objekti, ki se nahajajo v tem posredujočim prostorom. Ti objekti so posredniki med notranjim in zunanjim svetom. Identiteta je ravnotežje med zunanjimi pričakovanji, družbenim vedenjem posameznika v socialni vlogi ter notranji dejanskosti, fantazijami in osebnimi konstruktni želji.

## Cilji razvojne psihologije
Cilji razvojne psihologije so:
- sistematizacija vedenja v posameznih obdobjih človeškega življenja,
- prognoziranje nadaljnjega razvoja in
- vplivanje na razvoj, usmerjanje razvoja.

## Pomembnejše teorije in njihovi avtorji
- Sigmund Freud: Teorija psihoseksualnega razvoja
- Erik Erikson: Teorija psihosocialnega razvoja
- Jean Piaget: Teorija razvoja mišljenja
- Lev Vigotski: območje bližnjega razvoja
- John Bowlby, Harry Harlow, Mary Ainsworth: Teorija navezanosti
- Urie Bronfenbrenner: Ekološka teorija
- Lawrence Kohlberg: Kohlbergove stopnje moralnega razvoja
- Robert L. Selman: Teorija razvoja socialno spoznavnih procesov